# Holomorphe
Die Holomorphe ist in der Mykologie die Bezeichnung einer pleomorphen Pilzart (mit Ausnahme der Flechten) mit all ihren Fruktifikationsformen, als da sind die Teleomorphe als Hauptfruchtform mit Meiosporenbildung und mindestens eine Anamorphe als Nebenfruchtform mit Mitosporenbildung oder gänzlich ohne Sporen.
Ein Beispiel für eine holomorphe Art ist der Kerosinpilz: teleomorphe Form Amorphotheca resinae, anamorphe Form Hormoconis resinae.